# Zapote Largo
Zapote Largo är en ort i Mexiko.   Den ligger i kommunen Tantoyuca och delstaten Veracruz, i den sydöstra delen av landet, 230 km norr om huvudstaden Mexico City. Zapote Largo ligger 95 meter över havet och antalet invånare är 117.
Terrängen runt Zapote Largo är platt. Runt Zapote Largo är det ganska tätbefolkat, med 72 invånare per kvadratkilometer. Närmaste större samhälle är Tantoyuca, 6,8 km norr om Zapote Largo. Trakten runt Zapote Largo består till största delen av jordbruksmark.